# Tecongo II
Tecongo II är en ort i Mexiko.   Den ligger i kommunen Chilapa de Álvarez och delstaten Guerrero, i den sydöstra delen av landet, 210 km söder om huvudstaden Mexico City. Tecongo II ligger 1 849 meter över havet och antalet invånare är 177.
Terrängen runt Tecongo II är kuperad. Runt Tecongo II är det ganska glesbefolkat, med 39 invånare per kvadratkilometer. Närmaste större samhälle är Chilapa de Alvarez, 17,1 km väster om Tecongo II. I omgivningarna runt Tecongo II växer huvudsakligen savannskog.